# Вулиця Марка Вовчка (Тернопіль)
Вулиця Марка Вовчка — вулиця в мікрорайоні «Старий парк» міста Тернополя. Названа на честь української письменниці та перекладачки Марії Вілінської, відомої під псевдонімом Марко Вовчок.

## Відомості
Розпочинається від вулиці Степана Чарнецького, пролягає на північний захід, згодом — на захід. Вулиця тупикова — закінчується біля будинку №18А вулиці Миколи Леонтовича. На вулиці, як і в решті місцевості, розташовані приватні будинки.